# Dienerella acies
Dienerella acies es una especie de coleóptero de la familia Latridiidae.

## Distribución geográfica
Habita en Etiopía.